# Antonio Petrucci (politico)
Antonio Petrucci (Siena, 1400 – Forlì, 18 febbraio 1471) è stato un politico e letterato italiano.

## Biografia
Antonio Petrucci nacque a Siena nel 1400, in un giorno imprecisato, da Franco Petrucci detto Checco Rosso e da Gabriella de' Marzi. Sposatosi in giovane età prima con Nicoluccia Benintendi e, poi, con una Francesca di cui è ignota la famiglia, si distinse negli anni '30 per un interesse verso l'umanesimo allora nascente. 
Divenuto podestà di a Perugia, Ancona e Bologna tra il 1424 e il 1425, durante la guerra mossa dalla Firenze oligarchica contro Lucca era podestà di quest'ultima (1429), governando per conto del signore di Lucca Paolo Guinigi. Attraverso un colpo di Stato organizzato insieme a Francesco Sforza, comandante delle forze milanesi inviate in soccorso del Guinigi stesso, il Petrucci depose quest'ultimo il 15 agosto 1430, permettendo così il ripristino delle libertà repubblicane.
In seguito agli eventi lucchesi, fu nominato capitano del Popolo della Repubblica di Siena, carica che manterrà per i successivi trent'anni (con l'eccezione degli anni tra il 1434 e il 1437). La politica del Petrucci fu tutta improntata all'alleanza con Milano contro Firenze (tradizionale nemica di Siena per il controllo sulla Toscana) e al giostrarsi in varie peripezie politiche volte a mantenere il potere su Siena e all'estensione dei domini della Repubblica. Il dominio politico di Petrucci rimase saldo fino agli anni '50 allorché, in seguito alla Pace di Lodi (1454) e a varie correnti contrarie alla sua politica belligerante, lo costrinsero a lasciare il potere il 13 ottobre 1456 dopo accuse di tradimento verso la patria.
In seguito militò al fianco dei capitani di ventura Jacopo Piccinino ed Everso dell'Anguillara contro gli aragonesi che avevano conquistato il Regno di Napoli finché, nel 1461, fu catturato dal duca d'Urbino Federico da Montefeltro e trattenuto come prigioniero nella città marchigiana. Liberato nel 1465, Petrucci visse gli ultimi mesi di vita a Forlì, dove morì nel 1471.   